# 船生晴香
船生 晴香（ふにゅう はるか、1998年10月26日 - ）は、日本の元女子バスケットボール選手である。ポジションはポイントガード。
兄の船生誠也もプロバスケットボール選手。

## 来歴
福島県出身。
開志国際高校から早大に進み、全国大会を経験。
2021年、日立ハイテク クーガーズにアーリーエントリーを経て加入。
2025年引退。